# Боттлингер, Андреа
Андреа Боттлингер (Род. 1985 г., Карлсруэ) — немецкий автор научно-популярных и художественных книг в основном в жанрах фэнтези и научной фантастики.

## Биография
Изучала книжное дело, сравнительное литературоведение и египтологию в Университете Йоханнеса Гутенберга в Майнце. Работает внештатным редактором, переводчиком и автором.

## Произведения
Дебютный роман Боттлингер в жанре фэнтези был опубликован в 2013 году. Под псевдонимом Сюзанна Вильгельм пишет романы-сериалы «Dorian Hunter» и «Haus Zamis». С 2008 по 2014 год в соавторстве с Кристианом Монтильоном и Деннисом Эрхардтом под общим псевдонимом Dan Shocker написала серию романов «Macabros». С 26-го эпизода была автором сценария радиопостановки о Дориане Хантере. Начиная с 69-го тома, является автором серии романов о Хантере, которые публиковались издательством Zaubermond Verlag. Является переводчиком серии романов «Звёздный путь». В 2014 году был опубликован её первый роман о Перри Родане «Пылающий мир». В 2015 году на Франкфуртской книжной ярмарке Буттлингер была отмечена как соавтор научно-популярной книги «Geek Pray Love» в категории «Лучшая работа второго ряда».